# Przedsiębiorstwo Górnicze Silesia
Przedsiębiorstwo Górnicze Silesia (dawniej Kopalnia Węgla Kamiennego Silesia) – spółka zajmująca się wydobyciem węgla kamiennego, działającą w Czechowicach - Dziedzicach. Należała do Energetický a průmyslový holding a.s., który działa w sektorze energetycznym i przemysłowym w Czechach, a mniejszościowym udziałowcem byli pracownicy kopalni. Od 28 stycznia 2021 na skutek zmiany udziałowca należy do grupy BUMECH s.a.
9 grudnia 2010 przedsiębiorstwo przejęło od Kompanii Węglowej ruch Silesia Kopalni Węgla Kamiennego Brzeszcze-Silesia i rozpoczęło przygotowania do eksploatacji węgla.
W kwietniu 2012 roku wznowiono eksploatację węgla, a przeróbka rozpoczęła się 7 maja. W 2020 zatrudnienie wynosiło ok. 1,7 tys. osób, wydobycie ok. 3 mln t węgla rocznie, a roczna strata na działalności w 2019 wyniosła 1,11 mld zł.
Po przejęciu w 2021 roku przez Bumech i przeprowadzonej restrukturyzacji zatrudnienie w spółce wynosi około 1400 osób, a wydobycie kształtuje się w przedziale około 10–12 tys. ton węgla dziennie.